# Adavius
Adavius (лат.) — род жесткокрылых из семейства чернотелок.

## Описание
Большой зубец передних голеней отодвинут от вершины голени и отделён от неё выемкой. Усики длиннее головы. Тело яйцевидное.

## Систематика
В составе рода три вида:
- Adavius clavipes Mulsant & Rey, 1859[3]
- Adavius fimbriatus (Ménétričs, 1849)[3]
- Adavius nodieri (Fairmaire, 1883)[4].

## Распространение
Встречается на юге Европейской части России, Иране, Афганистане, Средней Азии (Казахстан, Туркменистан, Узбекистан), Непале, Китае, Индии и Нигерии.